# محمدتقی بانکی
محمدتقی بانکی وزیر مشاور و سرپرست سازمان برنامه و بودجه در دولت موقت محمدرضا مهدوی کنی و وزیر نیرو در کابینه دوم میرحسین موسوی بوده است. او برای نگارش کتاب برنامه‌ریزی شبکه‌ای برگزیدهٔ هفتمین دورهٔ کتاب سال ایران شد.

## تحصیلات
دکتر محمدتقی بانکی، دکترای مهندسی عمران در گرایش مهندسی و مدیریت ساخت و عضو هیئت علمی دانشکده مهندسی عمران و محیط زیست دانشگاه صنعتی امیرکبیر است.
وی تألیفاتی در زمینه مدیریت مهندسی و اقتصاد مهندسی داشته است.